# کارل فون بولو
کارل فون بولو (آلمانی: Karl von Bülow؛ (زادهٔ ۲۴ مارس ۱۸۴۶ – درگذشتهٔ ۳۱ اوت ۱۹۲۱) یک فیلدمارشال اهل آلمان در جنگ جهانی اول و از ۲ اوت ۱۹۱۴ تا ۴ آوریل ۱۹۱۵ فرمانده ارتش دوم ارتش امپراتوری آلمان بود.